# Ischalia martensi
Ischalia martensi is een keversoort uit de familie Ischaliidae. De wetenschappelijke naam van de soort is voor het eerst geldig gepubliceerd in 1972 door Paulus.